# Gerwazy i Protazy

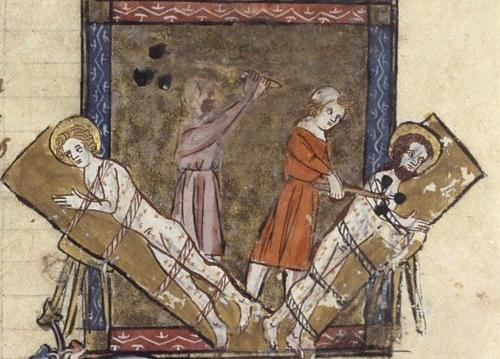
Męczeństwo świętych Gerwazego i Protazego ("Żywoty Świętych",Richard Montbaston, Francja, Paryż XIV w.)

Gerwazy, łac. Gervasius, cs. Muczenik Miediołanskij Gierwasij i Protazy, łac. Protasius, cs. Muczenik Miediołanskij Protasij – pierwsi męczennicy Mediolanu, święci Kościoła katolickiego, prawosławnego i ormiańskiego.

## Żywot świętych
O ich życiu niewiele wiadomo. Według Passio z V wieku Gerwazy i Protazy byli braćmi bliźniakami. Ich rodzicami byli święci Witalis z Mediolanu (męczennik) i Waleria. Żyli prawdopodobnie w I wieku w czasach prześladowań chrześcijan przez Nerona.
Według niektórych źródeł były to czasy Dioklecjana, na przełomie wieków III i IV.
Będąc wyznawcami Jezusa Chrystusa ponieśli śmierć męczeńską w imię wiary. Gerwazy został zatłuczony ołowianymi prętami, Protazy - ścięty mieczem.
Z dziejami męczenników związane jest życie świętych: Syrusa, który po śmierci został pochowany w pierwszym kościele w Pawii pod wezwaniem św. Gerwazego i Protazego, oraz Iwencjusza. Wysłani przez św. Piotra (+ ok. 67) z misją do Pawii, Syrus został w mieście, Iwencjusz dotarł do Mediolanu. Tam miał pogrzebać ciała braci męczenników odkryte w późniejszym czasie przez św. Ambrożego w 356 (lub 386) roku w podziemiach kościoła świętych Nabora i Feliksa. Z woli św. Ambrożego, ówczesnego bpa Mediolanu, w latach 379-386 została zbudowana bazylika, dedykowana męczennikom, w dzielnicy w której byli pochowani chrześcijanie zamordowani w czasie prześladowań rzymskich (łac. Basilica Martyrium). Sam św. Ambroży chciał umieścić w niej relikwie świętych: Satyra, Wiktora, Nabora, Witaliana (Witalisa?), Gerwazego i Protazego.
Po śmierci św. Ambrożego jego relikwie umieszczono w zdobionym sarkofagu wraz z relikwiami Gerwazego i Protazego oraz przemianowano bazylikę pod wezwaniem jego imienia. Od tej chwili udokumentowany jest kult świętych Gerwazego i Protazego (co ma odzwierciedlenie w starochrześcijańskiej sztuce), a uroczystą translację relikwii (przeniesienie) z ziemi do kościoła zaczęto uważać za formalną kanonizację przez lokalnych biskupów do końca XII wieku.

## Patronat
Święci Gerwazy i Protazy są patronami miast: Mediolanu i Breisachu, gdzie również znajduje się relikwiarz świętych (w kościele św. Stefana, Szczepana), oraz drugimi patronami diecezji Lugano z rytem ambrozjańskim.

Są również patronami dzieci i pracowników przy sianokosach oraz orędownikami: dobrych zbiorów siana, przeciw kradzieży, krwawieniu i moczeniu się.

## Dzień obchodów
Ich wspomnienie liturgiczne w Kościele katolickim obchodzone jest 19 czerwca.
Kościoły wschodnie, z uwagi na liturgię według kalendarza juliańskiego, wspominają świętych męczenników:
- 7/20 października[b] – w Kościele ormiańskim,
- 14/27 października - w Cerkwi prawosławnej, razem ze świętymi: Nazariuszem i Celzjuszem, którzy zginęli również śmiercią męczeńską w I wieku, a ich relikwie, odnalezione przez św. Ambrożego w 10 lat po odnalezienia relikwii Gerwazego i Protazego, spoczywały początkowo wspólnie z relikwiami braci w jednym relikwiarzu.

## Ikonografia
W ikonografii Gerwazy i Protazy zazwyczaj przedstawiani są razem. Na jednych wyobrażeniach są bliźniaczo do siebie podobnymi, brodatymi mężczyznami w średnim wieku, trzymającymi w rękach krzyże, na innych są bezbrodymi bliźniakami-młodzieńcami w zbrojach. W obu wyobrażeniach najbardziej charakterystyczne jest ich bliźniacze podobieństwo.
W sztuce zachodniej święci przedstawiani są jako młodzieńcy, niekiedy w dalmatykach.
Ich atrybutami są narzędzia męki: bicz, miecz oraz palma męczeńska, wieniec zwycięstwa, krzyż, dyscyplina.